# Central Nuclear Pilgrim
La Central Nuclear Pilgrim es una central nuclear situada cerca de Plymouth Rock y es, actualmente, la única central nuclear en funcionamiento en Massachusetts. Como muchas plantas similares, fue construida por Bechtel, y está dotada de un reactor de agua en ebullicion.
Encargada su construcción con un coste de 231 millones de dólares  en 1972 por Boston Edison, fue vendida en 1999 a la compañía con base en Luisiana Entergy Corporation, como parte de un complejo trato motivado por la desregulación de las instalaciones de la industria eléctrica. (Boston Edison vendió el resto de sus 12 plantas de energía no nucleares a Sithe Energies Inc., una compañía controlada por los franceses en 1997.)
Como la mayoría de las 100 plantas de energía nuclear de Estados Unidos, Pilgrim conserva su combustible nuclear gastado en un estanque de almacenamiento en el propio emplazamiento, en espera de la decisión federal para determinar dónde internar los residuos para los miles de años en los que permanecen radioactivos. El emplazamiento en la Yucca Mountain en Nevada es el único lugar que está siendo tomada en consideración a estos efectos.
El permiso de Pilgrim para funcionar caduca el 2012.